# Мартіна Караміньйолі
Мартіна Караміньйолі (італ. Martina Caramignoli, 15 травня 1991) — італійська плавчиня.
Призерка Чемпіонату Європи з водних видів спорту 2014, 2020 років.
Призерка Чемпіонату Європи з плавання на короткій воді 2019 року.
Переможниця літньої Універсіади 2015 року, призерка 2013 року.